# Gennaro Capuozzo

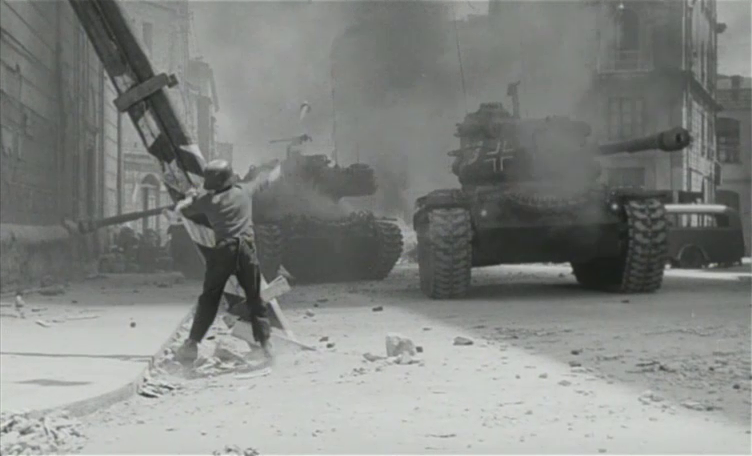
Gennarino Capuozzo (hier gespielt von Domenico Formato) wirft eine Handgranate auf deutsche Panzer in dem Film Die vier Tage von Neapel

Gennaro Capuozzo, genannt Gennarino, (* 2. Juni 1932 in Neapel; † 29. September 1943 ebenda) war ein italienischer Kinderkriegsheld, der im Alter von 11 Jahren während der Vier Tage von Neapel – dem Volksaufstand, der zur Befreiung Neapels von der deutschen Besatzung im Zweiten Weltkrieg führte – starb.

## Biografie
Gennaro Capuozzo war ein kaufmännischer Lehrling aus Neapel.
Nach dem Waffenstillstand von Cassibile vom 3. September 1943 und der Badoglio-Proklamation vom 8. September 1943 war die italienische Armee ohne Befehle geblieben. So hatten die deutschen Truppen der Wehrmacht in Neapel schnell die Kontrolle über die Stadt übernommen. Nach einer anfänglichen Phase der Fassungslosigkeit erhob sich jedoch am 27. September 1943 die Bevölkerung und es kam zu den Vier Tagen von Neapel.
Capuozzo war einer der jüngsten Aufständischen. Er nahm an den Kämpfen gegen die Nazis teil. Wie auch in dem Film Die vier Tage von Neapel (1962) erzählt wird, soll Gennaro bei der Explosion einer feindlichen Granate in der Schlacht in der Via Santa Teresa degli Scalzi ums Leben gekommen sein, als er von der Terrasse des Maestre Pie Filippini-Instituts Handgranaten auf deutsche Panzer warf. Für diese mutige Tat wurde er mit der italienischen Tapferkeitsmedaille  in Gold in memoriam ausgezeichnet.

## Auszeichnungen
Italienische Tapferkeitsmedaille in Gold – Geschichtlicher Hintergrund und Bestimmungen des Preises:

„Im Alter von unter 12 Jahren nahm er während der Aufstände in Neapel an den Kämpfen gegen die Deutschen teil, versorgte zunächst die Patrioten mit Munition und griff dann selbst zu den Waffen. In einem Gefecht mit deutschen Panzern stand er todesverachtend zwischen zwei schießenden Aufständischen und warf mit unbezwingbarem Mut Handgranaten, bis die Explosion einer Granate ihn und den Maschinengewehrschützen, der ihm zur Seite stand, in Stücke riss. Ein hervorragender junger Mann, der ein bewundernswertes Beispiel für frühreifen Wagemut und erhabenen Heroismus darstellt. Neapel, 28. und 29. September 1943.“

## Widmungen
Gennaro Capuozzo wurden folgende Widmungen zuteil:
- der Film Die vier Tage von Neapel von Nanni Loy aus dem Jahr 1962, der auch seine Geschichte erzählt
- die Gedenktafel am Institut Maestre Pie Filippini in der Via Santa Teresa degli Scalzi in Neapel (der Ort, an dem Gennaro getötet wurde)
- die Via Gennaro Capuozzo in Neapel
- die Via Gennaro Capuozzo in  Carovigno
- die Via Gennaro Capuozzo in Mirabella Eclano
- die Via Gennaro Capuozzo in Rimini
- die Via Gennaro Capuozzo in Rom
- die Via Gennaro Capuozzo in San Giorgio a Cremano
- die Via Gennaro Capuozzo in Torre Annunziata (NA)
- die Gesamtschule „Gennaro Capuozzo“ („Kindergarten, Grundschule und weiterführende Schule“) im Stadtviertel Centro Direzionale, in Neapel
- der Kindergarten „Gennaro Capuozzo“ in Collegno (TO)
- der Kindergarten „Gennaro Capuozzo“ der integrierten Bildungseinrichtung "Cesco Baseggio" in Venezia-Marghera
- der Gennaro Capuozzo-Literatur- und Kunstpreis, der im Jahr 2007 von der Gesamtschule 'Gennaro Capuozzo' in Neapel gestiftet wurde